# Sumbertempur
Sumbertempur is een bestuurslaag in het regentschap Malang van de provincie Oost-Java, Indonesië. Sumbertempur telt 4467 inwoners (volkstelling 2010).